# Javier Maqua Lara
Javier Maqua Lara (Madrid, 1945) és un director de cinema, guionista, actor i escriptor espanyol. Entre altres reconeixements, ha obtingut el Premi Cafè Gijón, de novel·la (1992), el Ondas de televisió (1982) i el Nacional de Radiodifusió (1977). És parella de la periodista i actriu Gloria Berrocal.

## Biografia
D'origen asturià, d'una família de la hidalguia avilesina, encara que nascut al barri de Chamberí de Madrid, Maqua ha mostrat al llarg de la seva vida un esperit polifacètic, exercint com a "professor, comparsa, dramaturg, novel·lista, editorialista, reporter i, sobretot, director de cinema".
Va estudiar batxillerat als escolapis. Va accedir a la Universitat Complutense de Madrid, on després de deixar la carrera d'Enginyeria en segon curs, es va passar a Biologia, que va concloure en 1970. Va treballar com a professor de Ciències Naturals en el col·legi Meravelles de Madrid. En els anys 60 col·labora com a crític de cinema a Film Ideal i ingressa a l'Escola Oficial de Cinema. És contractat com comparsa en la companyia de teatre de Núria Espert durant el muntatge de Yerma, en versió de Víctor García, een el qual treballava com a actriu secundària Gloria Berrocal, companya de Maqua.
En la dècada de 1970 entra a col·laborar a RNE, participa en la creació de Radio 3 i es vincula a TVE, on pel seu treball a Vivir cada día, va rebre el Premi Ondas. Abandonà RTVE en la dècada de 1990. En aquest període treballa a El Mundo om a editor i columnista.
Com a dramaturg ha freqüentat els circuits de teatre independent amb peces com La soledad del guardaespaldas (1987) o Coches abandonados (1992), obra finalista del Premi Nacional de Literatura Dramàtica en 1993 . En aquest camp destaca també el seu estudi El docudrama. Fronteras de la ficción (1992).
Del seu treball com a novel·lista pot citar-se el Premi Cafè Gijón 1990-1991 per Invierno sin pretexto, i Fusilamiento, instrucciones de uso (2005), premi "Ciudad de Badajoz" en 2005; un treball de ficció i recerca periodística recuperant la història de Pedro Martínez Expósito, l'últim afusellat a Espanya per delicte civil.
Com a realitzador de cinema destaca potser l'adaptació de Chevrolet (1997) (estrenada cinc anys abans com a peça teatral amb el nom de Coches abandonados), la protagonista del qual, Isabel Ordaz, rebria a Moscou el premi a la millor actriu i a Espanya, un goya. En 2009 reprèn la seva activitat com a actor en Un ajuste de cuentas, d'Emilio Redondo.

## Novel·la
- Aventuras de Percy en Oceanía (1978) junt amb José Luis Téllez;
- Las condiciones objetivas (1982)
- Invierno sin pretexto (1992);
- Uso de razón (1994);
- La mosca sin atributos (1995);
- Padre e hija (1995);
- Amor africano (1998);[13]

## Teatre
- San Eulogio, Mártir —Los mártires jactanciosos— (1973);
- La soledad del guardaespaldas. Dirigida i estrenada a la Sala Olimpia per Guillermo Heras en 1987;
- Triste animal (1985). Presentada a l'antiga Universidad de Cabueñes pels grups "Margen" i "La Gotera", amb direcció d'Antonio Malonda;
- Papel de lija. (La venganza de la señorita de Trevélez), premi "Falla L'Antiga" en 1991. Estrenada al Palacio Valdés de Avilés, dirigida per Arturo Castro i posada en escena del grup "Margen";[9]
- Off Hamlet (1992);
- Coches abandonados (1992). Presentada a la Sala Galileo de Madrid, amb direcció de l'autor (que passaria al cinema en el film Chevrolet);
- Adaptació d' El banquero anarquista, de Fernando Pessoa. Estrenada per "Geografías Teatro" a la Sala Galileo en 1991;[9]
- Ejercicios espirituales para un actor (1993);
- El cuerpo de Ignacio de Loyola, novel·la dramatitzada (1994).
- Caput Mortuum, Doble garganta i Dice y digo se miran el ombligo en 1993; ¿Quién se ríe? en 1999, i Franco en 2000);[13]
- Carne de gallina (versió teatral) amb Maxi Rodríguez i Sergio Gayol. Estrenada al Teatre Filharmònica d'Oviedo en 2014;[7]
- La sombra (2015);
- La función del orgasmo, publicada per la revista de l'ADE, en 2015;[7]

## Cinema
- Apuntarse a un bombardeo (2003);
- El hombre risa (2001);
- Carne de gallina (2002), amb Maxi Rodríguez com a coguionista;[7]
- Chevrolet (1997);
- Tú estás loco Briones (1981), versió en cinema del llibret de Fermín Cabal;

## Televisió
- Condenado a vivir (2001), guió de la telepel·lícula;
- Muerte a destiempo (1990), minisèrie;
- Vivir cada día,[14] 10 capítols de la sèrie al llarg de la dècada de 1980.[13]

## Ràdio
A Radio Nacional de España, després de col·laborar en el programa Encuentros (1977), dirigí Para vosotros jóvenes, i formà parte de l'equip fundador de Radio 3. Va ser premiat per la seva versió per a radioteatre de En la colonia penitenciaria, de Kafka, emesa per Radio Nacional de España.